# Lijst van voetbalinterlands Nederlandse Antillen - Saint Vincent en de Grenadines
Deze lijst van voetbalinterlands is een overzicht van alle officiële voetbalwedstrijden tussen de nationale teams van de Nederlandse Antillen en Saint Vincent en de Grenadines. De landen speelden drie keer tegen elkaar. De eerste ontmoeting, een kwalificatiewedstrijd voor de Caribbean Cup 1989, werd gespeeld in Kingstown op 21 mei 1989. Het laatste duel, een kwalificatiewedstrijd voor de Caribbean Cup 1992, vond plaats op 4 maart 1992 in Bridgetown (Barbados).

## Wedstrijden
| № | Plaats     | Datum        | Competitie                      | Wedstrijd                                      | Uitslag |
| - | ---------- | ------------ | ------------------------------- | ---------------------------------------------- | ------- |
| 1 | Kingstown  | 21 mei 1989  | Caribbean Cup 1989 kwalificatie | St. Vincent en de Gren. − Nederlandse Antillen | 3 − 2   |
| 2 | Bridgetown | 4 juli 1989  | Caribbean Cup 1989              | Nederlandse Antillen – St. Vincent en de Gren. | 1 – 1   |
| 3 | Bridgetown | 4 maart 1992 | Caribbean Cup 1992 kwalificatie | St. Vincent en de Gren. – Nederlandse Antillen | 2 – 2   |

## Samenvatting
| Competitie                 | Totaal gespeeld | Winst Ned. Ant. | Gelijk | Winst St. Vincent en de Gren. | Doelsaldo Ned. Ant. – St. Vincent en de Gren. |
| -------------------------- | --------------- | --------------- | ------ | ----------------------------- | --------------------------------------------- |
| Caribbean Cup              | 1               | 0               | 1      | 0                             | 1 − 1                                         |
| Caribbean Cup-kwalificatie | 2               | 0               | 1      | 1                             | 4 − 5                                         |
| Totaal                     | 3               | 0               | 2      | 1                             | 5 − 6                                         |